# Bonlòc (Tarn i Garona)
Bonlòc (en francès Bouloc) és un municipi francès situat al departament de Tarn i Garona i a la regió d'Occitània.

## Demografia
| 1962                                       | 1968 | 1975 | 1982 | 1990 | 1999 | 2007 |
| ------------------------------------------ | ---- | ---- | ---- | ---- | ---- | ---- |
| 220                                        | 220  | 198  | 190  | 200  | 210  | 225  |
| Des de 1962: població sense dobles comptes |      |      |      |      |      |      |

## Administració
| Període   | Identitat            | Partit |
| --------- | -------------------- | ------ |
| 1912-1947 | Antoine Saleivieille |        |
| 1947-1959 | Alfred Mourgues      |        |
| 1959-1962 | Jean-Louis Meric     |        |
| 1962-1977 | Emile Bach           |        |
| 1977-1995 | Roger Montagnac      |        |
| 1995-2001 | Daniel Bernines      |        |
| 2001-2008 | Roland Gervais       | UMP    |
| 2008-     | Daniel Bonnemaison   |        |